# あづみ野エフエム放送
あづみ野エフエム放送株式会社（あづみのエフエムほうそう）は、長野県安曇野市全域、松本市、北安曇郡（池田町・松川村）、東筑摩郡（筑北村・麻績村・生坂村）の一部地域を放送区域として超短波放送（FM放送）をする特定地上基幹放送事業者である。
あづみ野エフエムの愛称でコミュニティ放送をしている。

## 概要
2012年（平成24年）開局。長野県の中信地方では初のコミュニティ放送局である。安曇野市の企業経営者などが出資し、ちくま精機の2階に本社がある。
日曜深夜も含めた24時間放送で、自社制作番組以外の時間はミュージックバードの番組を放送。
2013年（平成25年）1月8日、SimulRadioに参加。インターネットでの聴取が可能となる。
2017年（平成29年）4月よりListenRadioでも聴取が可能となる。
2017年（平成29年）8月1日より安曇野市と防災ラジオを用いた緊急割込み放送の運用を開始。毎月10日・25日の12:45より試験放送を実施。
2019年（令和元年）10月1日、筑北中継局開局。

## 主な番組
- （生放送） おはよう!あづみ野（月曜 - 木曜 7:30 - 9:00）
- （生放送） おはよう!あづみ野（金曜 7:30 - 10:00）
- （生放送） おひさまサークル（月曜 - 金曜 12:00 - 12:45・13:00 - 13:55）
- （生放送） あづみ野 You Gotta 情報局（月曜 - 水曜 17:00 - 18:30）
- （生放送） 桐原冬夜のNostalgic Nature 安曇野（木曜 16:00 - 18:00）
- （生放送） 大岩堅一の金曜プライムスタヂオ（金曜 17:00 - 18:55）
- （生放送） E Say Yeah♪あづみ野!!（土曜 11:00 - 12:55・18:00 - 18:55）
- あづみ野の民話（月曜 - 金曜 5:00 - 5:53・10:30 - 11:00）
- 中柴香苗の水色の時間（とき）（月曜 - 金曜 11:00 - 11:55（再）月曜 - 金曜 20:00 - 21:00）
- オリビアのあなたの想い出きかせとくりや（水曜 10:00 - 10:15（再）水曜 14:45 - 15:00、日曜 15:30 - 15:45）
- リスナーズミュージックセレクション（日曜 21:00 - 22:00）
- 野村事務所の法律よもやま（金曜 10:00 - 10:15（再）金曜 14:45 - 15:00、日曜 12:00 - 12:15）
- 頂は今日も晴天なり（土曜 9:00 - 9:15（再）日曜 12:15 - 12:30）
- スポットライト・キッド（第2土曜 17:00 - 17:55）
- ジャズマスター伊佐津和朗のあづみのJAZZチャンネル（土曜 22:00 - 23:00（再）日曜 22:00 - 23:00、水曜 0:00 - 1:00）
- ” のんのん” のミラクルステーション（日曜 9:00 - 10:00（再）日曜 17:55 - 18:55）
- ふだあそび唄あそび（月曜 - 金曜 10:15 - 11:00）
- ほくほくちくほく★Radio（月曜 10:00 - 10:15（再）月曜 14:45 - 15:00）
- 広報あづみの暮らしのガイド
- 広報ちくほく
- 広報まつかわ
- いーずらーミュージック
- おこひるタイムミュージック
- 聴きましょミュージック
- ミュージック シャッフル

## ミュージックバード コミュニティ発全国ゾーン枠で放送されていた番組
- ヤマショウズ望月貴徳のグッドタイムミュージック